# 遠北線
远北线（英語：Far North Line）是英國的一條鐵路路線，全線位於苏格兰高地地区，从因弗内斯至瑟索和维克 。它是英国最北端的铁路，有许多單線區間（範圍大多在丁沃尔以北）。与高地和低地北部的其他铁路路线一样，本線並未电气化，全為柴油動力。 

## 路线

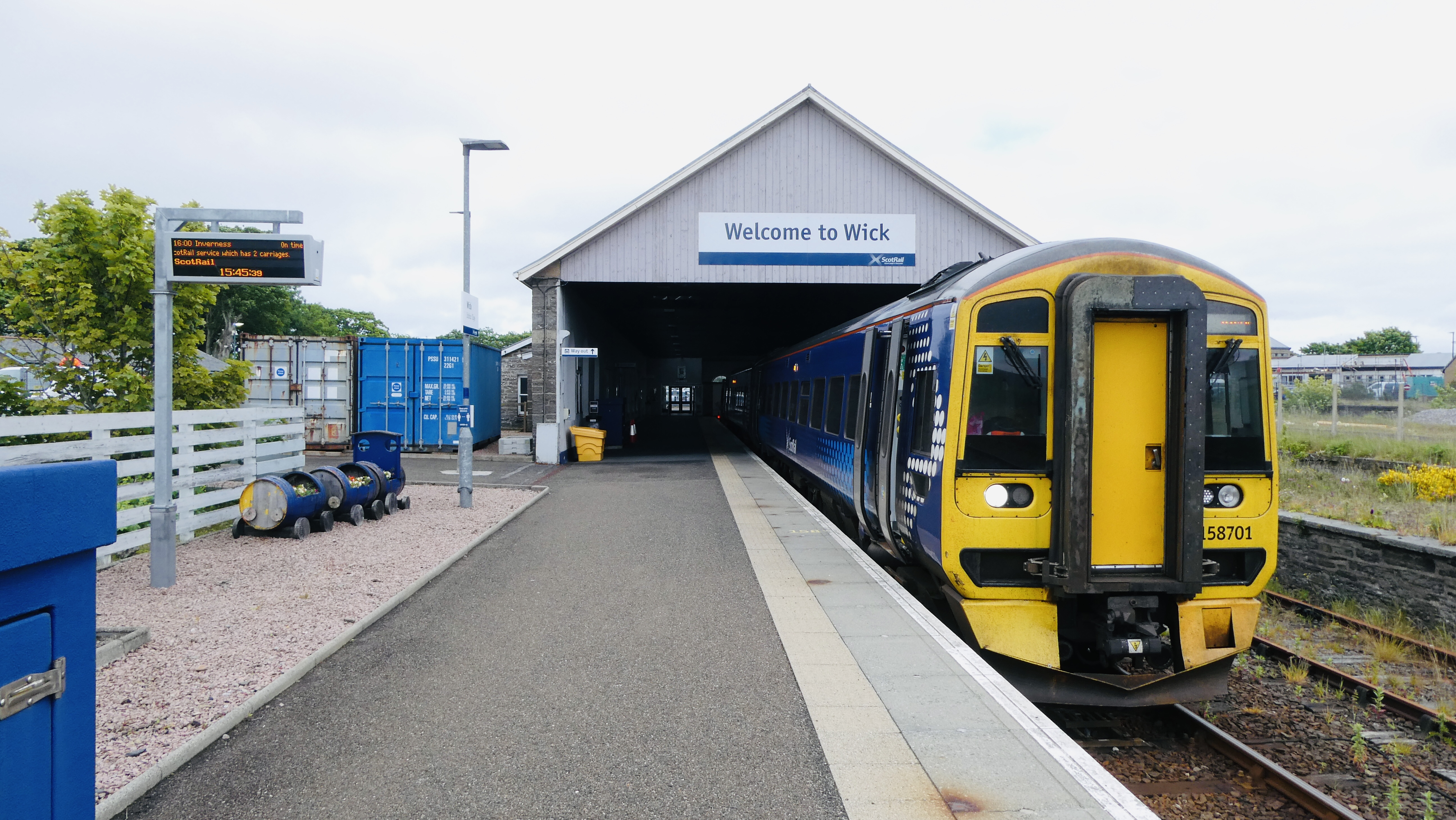
158 类柴油动车组

像因弗内斯以北的A9公路一样，本線大致沿面向東方的莫里峽灣（Moray Firth）海岸。苏格兰北端的大部分人口都集中在沿海地区，在某些地方铁路路線幾乎就在海岸邊，軌道沿著最后的冰河时代结束後的陸地邊緣之高灘前進。在丁沃爾，通往洛哈爾什凱爾（Kyle of Lochalsh）的洛哈爾什凱爾線分歧而出。 
鐵路連接的村鎮大多與公路相同。在修建三座新的公路橋樑之前，鐵路和公路都同時抵達的地方還更多。這三座公路大橋分別橫跨墨里灣（因弗內斯和黑島（Black Isle）之間，克羅馬蒂峽灣（Cromarty Firth）和多爾諾奇峽灣（Dornoch Firth）。如今與A9公路相比，鐵路在許多地方靠內陸很多。 
铁路从泰恩（Tain）到萊爾格（Lairg）繞向内陆（公路並非如此），因為當初興建鐵路時打算通往薩瑟蘭（Sutherland）的中心以方便貿易。然後路線在高思彼（Golspie）返回海岸，之後沿著海岸一直到赫爾姆斯代爾（Helmsdale），然後向內陸到基爾多南谷（Strath of Kildonan），穿越弗羅濕地（Flow Country）到達霍爾柯克（Halkirk），然後在維克回到東海岸（從因弗內斯至此路線長259.3公里）。通往瑟索的支線長10.7公里，於霍爾柯克附近的乔治马斯分岔站（Georgemas Junction）分支而出。 

## 歷史

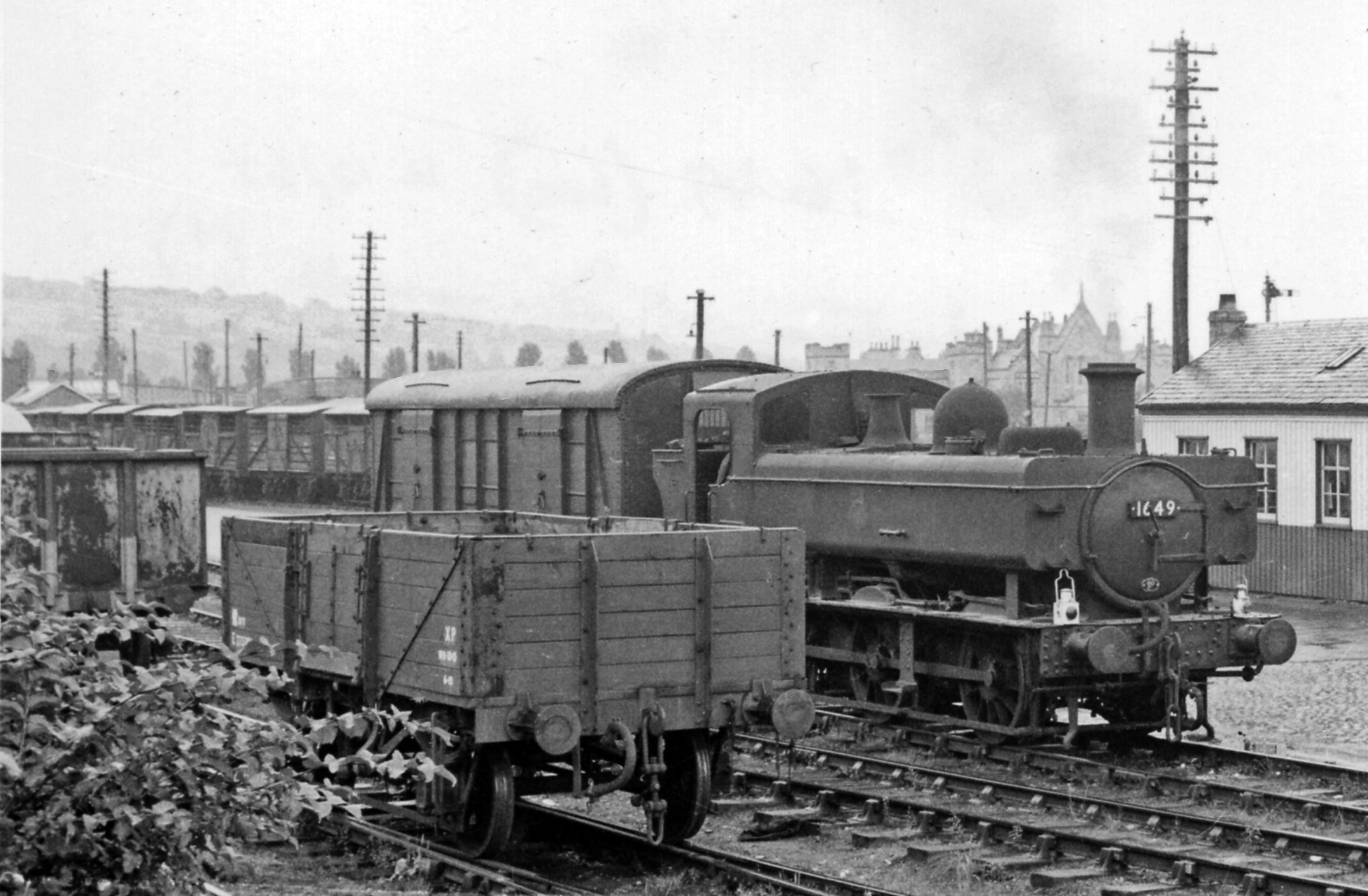
多諾赫支線的蒸汽機車在丁沃爾的貨場調車

### 國有化前
遠北線的興建分成了幾個階段：
- 因弗內斯和羅斯郡鐵路 - 因弗內斯至阿得蓋伊（ Ardgay），1862 年 6 月 11 日通車。
- 薩瑟蘭鐵路 - 阿得蓋伊至高思彼（Golspie），1868 年 4 月 13 日通車
- 薩瑟蘭公爵鐵路 - 高思彼至赫爾姆斯代爾（Helmsdale），1870 年 11 月 1 日通車。
- 薩瑟蘭和凱瑟尼斯鐵路 - 赫爾姆斯代爾至維克 / 瑟索，1874 年 7 月 28 日通車。

大部分工作由位於因弗內斯的高地鐵路公司完成，或者在完成後由該公司接管。 根據 1921 年鐵路法案，高地鐵路於1923年併入倫敦、米德蘭和蘇格蘭鐵路。
與英國大多數鐵路路線一樣，遠北線的興建過程並非策略性的重大計畫產物，而是局域性的建設，由議會以特許法案（對開發商來說也是可觀的開支）推動，基於公司和個人之間各自利益的合作。在第一次世界大戰和第二次世界大戰期間，本路線為奧克尼群島的斯卡帕灣提供補給，具有重要的戰略意義。
本線之所以延伸到羅斯和克羅馬蒂郡（Ross and Cromarty）的阿得蓋伊（ Ardgay）之外，很大程度上是由於第三代薩瑟蘭公爵對鐵路的熱情。公爵實現了他的夢想：行駛自己的私人火車往返於他位於鄧羅賓城堡的車站。
薩瑟蘭公爵對鐵路的熱愛，使得鐵路一直興建到了薩瑟蘭郡赫爾姆斯代爾（Helmsdale）以南一點的加爾蒂莫爾（Gartymore），但這帶來的是更大的財政負擔而非收入。長期而言，鐵路要能生存，取決於凱瑟尼斯（尤其是第十七代凱瑟尼斯伯爵）是否願意將這條線路興建到維克和瑟索的人口中心。
在赫爾姆斯代爾以北的路線由薩瑟蘭和凱瑟尼斯鐵路興建，路線轉向內陸，到達弗羅濕地（蘇格蘭人口最稀少的地區之一）；這是為了避開貝里代爾大陡坡（ Berriedale Braes）。在赫爾姆斯代爾以北直至萊布斯特（Lybster ），需要大規模的土木工程建設才能興建鐵路。因此路線並未經過拉瑟倫（ Latheron）和萊布斯特等沿海村莊。
根據 1896 年輕型軌道法案，於1902年興建了沿凱瑟尼斯東海岸，由維克向南至萊布斯特的維克和萊布斯特鐵路，但這條標準軌距鐵路從未獲利，於 1944 年停駛。
歷史上也有通往多諾赫和黑島的支線。

### 國有化後
1989 年 2 月 7 日，位於因弗內斯車站以西的內斯高架橋在史無前例的洪水中倒塌。通往洛哈爾什的凱爾和遠北線的430公里（ 270 英里）路網必須從奧爾德繆爾（Muir of Ord）的臨時維護站營運。 1990 年 5 月 14 日，新的高架橋通車。

### 阿貝里奧蘇格蘭鐵路營運時期（2015年至今）
阿貝里奧蘇格蘭鐵路从2015年4月开始營運本線。根據2020年的時刻表，从因弗内斯到丁沃尔區間，平均每个上班日有12班車；其中有1班車終點就是丁沃爾，4班車继续開往瑟索和威克，另3班車終點分別為因弗戈登、泰恩、阿德盖，另外的4班車則經洛哈爾什凱爾線開往洛哈尔什凯尔。在周五和周六晚上有一班加班車往泰恩。 星期天的班次較少，但所有車站至少有一班車。 